# Club Atlético Obras Sanitarias de la Nación
El Club Atlético Obras Sanitarias de la Nación es un club deportivo argentino fundado el 27 de marzo de 1917 por un grupo de trabajadores de la empresa pública Obras Sanitarias de la Nación. En sus instalaciones se practicaban numerosos deportes, incluyendo rugby, hockey sobre césped y basketball, siendo un equipo destacado de la LNB hasta la actualidad. 
Su estadio está ubicado en la Ciudad de Buenos Aires sobre la Avenida del Libertador. En él se produjeron relevantes hechos del quehacer deportivo de la historia argentina como el Torneo Sudamericano de Karate Do y la Copa Mundial de equipos Campeones de Voleibol, entre otros. En 1980, el club inauguró la primera cancha de césped sintético de Sudamérica para la práctica del hockey sobre césped, formato que se extendió en todo el mundo. Se realizan en él numerosos eventos deportivos y culturales, y es considerado por las bandas locales como el templo del rock porteño y llenarlo de espectadores como sinónimo de éxito.

## Historia
El deporte que más triunfos deportivos y reconocimiento nacional le dio a OSN fue el básquet.
Se afilió a la Asociación Porteña de Básquetbol en 1926. En 1968 obtiene el torneo de segunda división de manera invicta, y logra el ascenso a la máxima categoría nacional.
En 1975 se consagra en el Campeonato Argentino de Clubes, y participa en el torneo Sudamericano de clubes campeones, donde queda ubicado en la segunda posición, tras caer ante los brasileños de Franca Basquetbol Clube. Esta decorosa actuación, le permitió clasificar a la Copa Intercontinental de 1976, como subcampeón sudamericano (al máximo torneo de clubes del mundo, clasificaban los dos mejores equipos de Europa, los dos mejores de Sudamérica, el campeón de África, y el campeón de la Liga Universitaria de los Estados Unidos). La FIBA designó al Estadio de Obras como sede del Torneo, en donde el equipo quedó en un honroso tercer lugar.
En 1978 volvió a participar en la Copa Mundial, aunque esta vez lo hizo como organizador del torneo. Logró el segundo puesto, detrás de Real Madrid, equipo con el que perdió en la última fecha. En 1983 se tomaría revancha, y obtendría la Copa William Jones ganando todos sus partidos, y consagrándose como Campeón del Mundo, siendo hasta la fecha, el único equipo en lograrlo. En 1984 quedaría subcampeón, siendo esta su última participación en la Copa Intercontinental, cerrando la etapa más gloriosa del club. La Liga Nacional se crearía en la temporada siguiente, y Obras no estuvo presente.
En 1996, el básquet de OSN vuelve a Primera división tras ganar el Torneo Nacional de Ascenso (TNA), y permanece en la máxima categoría hasta 2005, cuando vuelve a descender. Tras militar un año en la segunda, compra la plaza del club Estudiantes (Olavarría), y regresa a Primera.
La mejor ubicación histórica en la Liga Nacional, fue el primer puesto de la fase regular conseguido en la temporada 2010/2011, llegando a la final y cayendo 4-2 ante Peñarol de Mar del Plata.
En 2011, Obras obtiene el Torneo Interligas, en Brasil, tras superar a Pinheiros de Brasil. También consigue la Liga Sudamericana de Clubes, al derrotar nuevamente en una final al equipo brasileño de Pinheiros

## Plantel profesional y cuerpo técnico

### Mercado de Invierno 2025
| Siguen de la temporada 2024-25 | Siguen de la temporada 2024-25 |
| Jugador                        | Posición                       |
| ------------------------------ | ------------------------------ |
| Guido Fabbris                  | Entrenador                     |
| Pedro Barral                   | Base                           |
| Juan Venegas                   | Base                           |
| Felipe Inyaco                  | Base                           |
| Marcos Mata                    | Ala-pívot                      |
| Tomás Chapero                  | Ala-pívot                      |

| Altas   | Altas    | Altas   |
| Jugador | Posición | Destino |
| ------- | -------- | ------- |
|         |          |         |

| Bajas             | Bajas    | Bajas      |
| Jugador           | Posición | Destino    |
| ----------------- | -------- | ---------- |
| Leonel Schattmann | Escolta  | San Martín |

## Palmarés
| Torneos Nacionales                                | Torneos Nacionales                                      | Torneos Nacionales |
| Competición                                       | Títulos                                                 | Subcampeonatos     |
| ------------------------------------------------- | ------------------------------------------------------- | ------------------ |
| Campeonato Argentino de Clubes (3/3):             | 1975, 1976, 1982.                                       | 1974, 1978, 1983.  |
| Liga Nacional (0/1):                              | -                                                       | 2011-12.           |
| Segunda División                                  |                                                         |                    |
| Torneo Nacional de Ascenso (1/0):                 | 1996.                                                   | -                  |
| Torneos internacionales                           |                                                         |                    |
| Competición                                       | Títulos                                                 | Subcampeonatos     |
| Copa Mundial de Clubes de Baloncesto (1/2):       | 1983. (Único equipo argentino en ser Campeón del Mundo) | 1978, 1984.        |
| Campeonato Sudamericano de Clubes Campeones (0/2) | -                                                       | 1975, 1982         |
| Liga Sudamericana de Clubes (1/0)                 | 2011.                                                   | -                  |
| Torneo Interligas de Básquet (1/0):               | 2011.                                                   | -                  |

| \| \| Club \| País \| Ciudad \| PJ \| PG \| PP \| TF \| TC \| Dif PJ \| Edición \| \| ------------------------------------------------------------------------ \| ------------------------------------------------------ \| -------------- \| --------------------- \| -- \| -- \| -- \| ------ \| ------ \| ------ \| ------------------------------------------- \| \| \| Z: En Copa Intercontinental \| \| \| \| \| \| \| \| \| \| \| \| Franca B.C. \| Brasil \| Franca \| 1 \| 1 \| 0 \| 80 \| 76 \| +1 \| 1976 \| \| \| C.A. Monte Líbano \| Brasil \| São Paulo \| 1 \| 1 \| 0 \| 91 \| 86 \| +1 \| 1983 \| \| \| E.C. Sírio \| Brasil \| São Paulo \| 2 \| 1 \| 1 \| 171 \| 172 \| 0 \| 1978, 1984 \| \| \| F.C. Barcelona Bàsquet \| España \| Barcelona \| 1 \| 1 \| 0 \| 110 \| 91 \| +1 \| 1984 \| \| \| Real Madrid Baloncesto \| España \| Madrid \| 2 \| 0 \| 2 \| 192 \| 213 \| -2 \| 1976, 1978 \| \| \| Lexington Marathon Oilers (†) \| Estados Unidos \| Lexington (Kentucky) \| 1 \| 1 \| 0 \| 97 \| 88 \| +1 \| 1984 \| \| \| Missouri Tigers \| Estados Unidos \| Columbia \| 1 \| 1 \| 0 \| 80 \| 67 \| +1 \| 1976 \| \| \| Oregon State Beavers \| Estados Unidos \| Corvallis \| 1 \| 1 \| 0 \| 92 \| 77 \| +1 \| 1983 \| \| \| Rhode Island Rams \| Estados Unidos \| Kingston \| 1 \| 1 \| 0 \| 98 \| 71 \| +1 \| 1978 \| \| \| Pallacanestro Cantù \| Italia \| Cantú \| 1 \| 1 \| 0 \| 89 \| 76 \| +1 \| 1983 \| \| \| Pallacanestro Olimpia Milano \| Italia \| Milán \| 1 \| 1 \| 0 \| 84 \| 75 \| +1 \| 1983 \| \| \| Pallacanestro Virtus Roma \| Italia \| Roma \| 1 \| 0 \| 1 \| 71 \| 73 \| -1 \| 1984 \| \| \| Pallacanestro Varese \| Italia \| Varese \| 2 \| 1 \| 1 \| 172 \| 180 \| 0 \| 1976, 1978 \| \| \| A.S. Forces Armées \| Senegal \| Dakar \| 1 \| 1 \| 0 \| 97 \| 42 \| +1 \| 1976 \| \| \| C.A. Peñarol \| Uruguay \| Montevideo \| 1 \| 1 \| 0 \| 104 \| 91 \| +1 \| 1983 \| \| \| Z: T O T A L Copa Intercontinental \| 6 paises \| 6 paises \| 18 \| 12 \| 6 \| 1. 630 \| 1. 471 \| +6 \| 4 ediciones disputadas: '76, '78, '83, '84. \| \| \| Z: En Liga de Las Américas - Americas Champions League \| \| \| \| \| \| \| \| \| \| \| \| C. de Regatas Corrientes \| Argentina \| Corrientes \| 1 \| 1 \| 0 \| 68 \| 59 \| +1 \| 2012 \| \| \| La Unión de Formosa \| Argentina \| Formosa \| 1 \| 0 \| 1 \| 73 \| 79 \| -1 \| 2012 \| \| \| C.A. San Lorenzo de Almagro \| Argentina \| Buenos Aires \| 1 \| 0 \| 1 \| 81 \| 86 \| -1 \| 2021 \| \| \| Bauru Basketball \| Brasil \| Bauru \| 1 \| 1 \| 0 \| 74 \| 38 \| +1 \| 2012 \| \| \| Franca B.C. \| Brasil \| Franca \| 1 \| 0 \| 1 \| 88 \| 93 \| -1 \| 2021 \| \| \| I.V.B. Lobos Brasilia (†) \| Brasil \| Brasilia \| 1 \| 0 \| 1 \| 73 \| 63 \| +1 \| 2012 \| \| \| Pioneros de Quintana Roo (†) \| México \| Cancún \| 2 \| 1 \| 1 \| 165 \| 163 \| 0 \| 2012 \| \| \| Bucaneros de La Guaira \| Venezuela \| La Guaira \| 2 \| 2 \| 0 \| 193 \| 146 \| +2 \| 2012 \| \| \| Guaros de lara \| Venezuela \| Barquisimeto \| 1 \| 1 \| 0 \| 82 \| 76 \| +1 \| 2012 \| \| \| Z: T O T A L Americas Champions League \| 4 paises \| 4 paises \| 11 \| 6 \| 5 \| 897 \| 803 \| +1 \| 2 ediciones disputadas: 2012, 2021. \| \| Z: En Campeonato Sudamericano de Clubes Campeones - Zona en Construcción \| \| \| \| \| \| \| \| \| \| \| \| \| \| \| \| \| \| \| \| \| \| \| \| \| Z: En Liga Sudamericana \| \| \| \| \| \| \| \| \| \| \| \| A.D. Atenas de Córdoba \| Argentina \| Córdoba \| 1 \| 1 \| 0 \| 68 \| 58 \| +1 \| 2011 \| \| \| C.D. Libertad \| Argentina \| Sunchales \| 1 \| 1 \| 0 \| 87 \| 74 \| +1 \| 2012 \| \| \| C. de Regatas Corrientes \| Argentina \| Corrientes \| 1 \| 0 \| 1 \| 89 \| 90 \| -1 \| 2012 \| \| \| C.A. Peñarol (Mar del Plata) \| Argentina \| Mar del Plata \| 1 \| 0 \| 1 \| 56 \| 73 \| -1 \| 2012 \| \| \| I.V.B. Lobos Brasilia (†) \| Brasil \| Brasilia \| 1 \| 0 \| 1 \| 73 \| 51 \| +1 \| 2011 \| \| \| C. de R. do Flamengo \| Brasil \| Río de Janeiro \| 1 \| 0 \| 1 \| 82 \| 85 \| -1 \| 2009-I \| \| \| E.C. Pinheiros \| Brasil \| São Paulo \| 3 \| 3 \| 0 \| 258 \| 234 \| +3 \| 2011, 2012 \| \| \| Cúcuta Norte \| Colombia \| Cúcuta \| 1 \| 1 \| 0 \| 106 \| 103 \| +1 \| 2009-I \| \| \| Orgullo Paisa \| Colombia \| Medellín \| 1 \| 1 \| 0 \| 92 \| 62 \| +1 \| 2011 \| \| \| C. Deportivo Mavort \| Ecuador \| Riobamba \| 1 \| 1 \| 0 \| 104 \| 91 \| +1 \| 2012 \| \| \| C. Biguá de Villa Biarritz \| Uruguay \| Montevideo \| 1 \| 1 \| 0 \| 87 \| 59 \| +1 \| 2011 \| \| \| Club Malvin \| Uruguay \| Montevideo \| 1 \| 1 \| 0 \| 89 \| 59 \| +1 \| 2011 \| \| \| Centauros de Apure \| Venezuela \| San Fernando de Apure \| 1 \| 0 \| 1 \| 89 \| 90 \| -1 \| 2012 \| \| \| Cocodrilos de Caracas \| Venezuela \| Caracas \| 1 \| 0 \| 1 \| 71 \| 95 \| -1 \| 2009-I \| \| \| Z: T O T A L Liga Sudamericana \| 6 paises \| 6 paises \| 16 \| 10 \| 6 \| 1. 351 \| 1. 224 \| +4 \| 3 ediciones disputadas: 2009-I, 2011, 2012. \| \| Z: En Torneo Interligas - Zona en Construcción \| \| \| \| \| \| \| \| \| \| \| \| \| \| \| \| \| \| \| \| \| \| \| * (†): Equipo actualmente desaparecido. Actualizado hasta el 2021. |                                                        |                |                       |    |    |    |        |        |        |                                             |
| | Club                                                   | País           | Ciudad                | PJ | PG | PP | TF     | TC     | Dif PJ | Edición                                     |
| | Z: En Copa Intercontinental                            |                |                       |    |    |    |        |        |        |                                             |
| | Franca B.C.                                            | Brasil         | Franca                | 1  | 1  | 0  | 80     | 76     | +1     | 1976                                        |
| | C.A. Monte Líbano                                      | Brasil         | São Paulo             | 1  | 1  | 0  | 91     | 86     | +1     | 1983                                        |
| | E.C. Sírio                                             | Brasil         | São Paulo             | 2  | 1  | 1  | 171    | 172    | 0      | 1978, 1984                                  |
| | F.C. Barcelona Bàsquet                                 | España         | Barcelona             | 1  | 1  | 0  | 110    | 91     | +1     | 1984                                        |
| | Real Madrid Baloncesto                                 | España         | Madrid                | 2  | 0  | 2  | 192    | 213    | -2     | 1976, 1978                                  |
| Bandera de ? | Lexington Marathon Oilers (†)                          | Estados Unidos | Lexington (Kentucky)  | 1  | 1  | 0  | 97     | 88     | +1     | 1984                                        |
| | Missouri Tigers                                        | Estados Unidos | Columbia              | 1  | 1  | 0  | 80     | 67     | +1     | 1976                                        |
| | Oregon State Beavers                                   | Estados Unidos | Corvallis             | 1  | 1  | 0  | 92     | 77     | +1     | 1983                                        |
| | Rhode Island Rams                                      | Estados Unidos | Kingston              | 1  | 1  | 0  | 98     | 71     | +1     | 1978                                        |
| | Pallacanestro Cantù                                    | Italia         | Cantú                 | 1  | 1  | 0  | 89     | 76     | +1     | 1983                                        |
| | Pallacanestro Olimpia Milano                           | Italia         | Milán                 | 1  | 1  | 0  | 84     | 75     | +1     | 1983                                        |
| | Pallacanestro Virtus Roma                              | Italia         | Roma                  | 1  | 0  | 1  | 71     | 73     | -1     | 1984                                        |
| | Pallacanestro Varese                                   | Italia         | Varese                | 2  | 1  | 1  | 172    | 180    | 0      | 1976, 1978                                  |
| | A.S. Forces Armées                                     | Senegal        | Dakar                 | 1  | 1  | 0  | 97     | 42     | +1     | 1976                                        |
| | C.A. Peñarol                                           | Uruguay        | Montevideo            | 1  | 1  | 0  | 104    | 91     | +1     | 1983                                        |
| | Z: T O T A L Copa Intercontinental                     | 6 paises       | 6 paises              | 18 | 12 | 6  | 1. 630 | 1. 471 | +6     | 4 ediciones disputadas: '76, '78, '83, '84. |
| | Z: En Liga de Las Américas - Americas Champions League |                |                       |    |    |    |        |        |        |                                             |
| | C. de Regatas Corrientes                               | Argentina      | Corrientes            | 1  | 1  | 0  | 68     | 59     | +1     | 2012                                        |
| | La Unión de Formosa                                    | Argentina      | Formosa               | 1  | 0  | 1  | 73     | 79     | -1     | 2012                                        |
| | C.A. San Lorenzo de Almagro                            | Argentina      | Buenos Aires          | 1  | 0  | 1  | 81     | 86     | -1     | 2021                                        |
| | Bauru Basketball                                       | Brasil         | Bauru                 | 1  | 1  | 0  | 74     | 38     | +1     | 2012                                        |
| | Franca B.C.                                            | Brasil         | Franca                | 1  | 0  | 1  | 88     | 93     | -1     | 2021                                        |
| | I.V.B. Lobos Brasilia (†)                              | Brasil         | Brasilia              | 1  | 0  | 1  | 73     | 63     | +1     | 2012                                        |
| | Pioneros de Quintana Roo (†)                           | México         | Cancún                | 2  | 1  | 1  | 165    | 163    | 0      | 2012                                        |
| | Bucaneros de La Guaira                                 | Venezuela      | La Guaira             | 2  | 2  | 0  | 193    | 146    | +2     | 2012                                        |
| | Guaros de lara                                         | Venezuela      | Barquisimeto          | 1  | 1  | 0  | 82     | 76     | +1     | 2012                                        |
| | Z: T O T A L Americas Champions League                 | 4 paises       | 4 paises              | 11 | 6  | 5  | 897    | 803    | +1     | 2 ediciones disputadas: 2012, 2021.         |
| Z: En Campeonato Sudamericano de Clubes Campeones - Zona en Construcción |                                                        |                |                       |    |    |    |        |        |        |                                             |
| |                                                        |                |                       |    |    |    |        |        |        |                                             |
| | Z: En Liga Sudamericana                                |                |                       |    |    |    |        |        |        |                                             |
| | A.D. Atenas de Córdoba                                 | Argentina      | Córdoba               | 1  | 1  | 0  | 68     | 58     | +1     | 2011                                        |
| | C.D. Libertad                                          | Argentina      | Sunchales             | 1  | 1  | 0  | 87     | 74     | +1     | 2012                                        |
| | C. de Regatas Corrientes                               | Argentina      | Corrientes            | 1  | 0  | 1  | 89     | 90     | -1     | 2012                                        |
| | C.A. Peñarol (Mar del Plata)                           | Argentina      | Mar del Plata         | 1  | 0  | 1  | 56     | 73     | -1     | 2012                                        |
| | I.V.B. Lobos Brasilia (†)                              | Brasil         | Brasilia              | 1  | 0  | 1  | 73     | 51     | +1     | 2011                                        |
| | C. de R. do Flamengo                                   | Brasil         | Río de Janeiro        | 1  | 0  | 1  | 82     | 85     | -1     | 2009-I                                      |
| | E.C. Pinheiros                                         | Brasil         | São Paulo             | 3  | 3  | 0  | 258    | 234    | +3     | 2011, 2012                                  |
| | Cúcuta Norte                                           | Colombia       | Cúcuta                | 1  | 1  | 0  | 106    | 103    | +1     | 2009-I                                      |
| | Orgullo Paisa                                          | Colombia       | Medellín              | 1  | 1  | 0  | 92     | 62     | +1     | 2011                                        |
| | C. Deportivo Mavort                                    | Ecuador        | Riobamba              | 1  | 1  | 0  | 104    | 91     | +1     | 2012                                        |
| | C. Biguá de Villa Biarritz                             | Uruguay        | Montevideo            | 1  | 1  | 0  | 87     | 59     | +1     | 2011                                        |
| | Club Malvin                                            | Uruguay        | Montevideo            | 1  | 1  | 0  | 89     | 59     | +1     | 2011                                        |
| | Centauros de Apure                                     | Venezuela      | San Fernando de Apure | 1  | 0  | 1  | 89     | 90     | -1     | 2012                                        |
| | Cocodrilos de Caracas                                  | Venezuela      | Caracas               | 1  | 0  | 1  | 71     | 95     | -1     | 2009-I                                      |
| | Z: T O T A L Liga Sudamericana                         | 6 paises       | 6 paises              | 16 | 10 | 6  | 1. 351 | 1. 224 | +4     | 3 ediciones disputadas: 2009-I, 2011, 2012. |
| Z: En Torneo Interligas - Zona en Construcción |                                                        |                |                       |    |    |    |        |        |        |                                             |
| |                                                        |                |                       |    |    |    |        |        |        |                                             |